# Jürgen Klopp
Jürgen Norbert Klopp, född 16 juni 1967 i Stuttgart, är en tysk fotbollstränare och före detta fotbollsspelare.
Klopp blev först känd som framgångsrik tränare för Mainz 05 som han förde till Bundesliga 2004 och även lyckades hålla kvar i högstaligan. Klopp gick direkt från spelare till tränare i Mainz 05 år 2001. Han gjorde sammanlagt över 300 ligamatcher för klubben innan han blev tränare.
I juli 2008 blev han tränare för Borussia Dortmund, vilka han bland annat tog till två ligasegrar, en cupseger, två supercupsegrar och en Uefa Champions League-final. I april 2015 meddelade Klopp att han skulle lämna klubben vid säsongens slut.
Den 8 oktober 2015 blev han tränare för Liverpool. Den 1 juni 2019 förde han klubben till sin första och Liverpools sjätte titel i Europacupen/Champions League.

## Spelarkarriär
Klopp tillbringade största delen av sin karriär som spelare i Mainz 05, där han var spelare från 1990 till 2001. Han började sin karriär som anfallare men flyttade bakåt i planen och blev försvarare i Mainz 05. Han spelade över 300 ligamatcher för klubben och gjorde 52 mål i ligasammanhang.

## Tränarkarriär

### Mainz 05
När Mainz 05 sparkade sin tränare den 2 mars 2001 gick Klopp in i rollen som tränare. Säsongen 2003/2004 kom Mainz 05 trea i 2. Bundesliga vilket innebar avancemang till Bundesliga, högsta divisionen i tysk fotboll. Säsongen 2004/2005 kom Mainz 05 på 11:e plats i Bundesliga och kvalificerade sig för Uefa Europa League genom att vinna Uefas Fair Play-tävling. Laget åkte ut i den sista playoff omgången innan gruppspelen efter totalt 2–0 mot Sevilla. Mainz 05 åkte ur Bundesliga 2006/2007 men Klopp stannade kvar i klubben. När laget inte säkrade avancemang tillbaka till Bundesliga den efterföljande säsongen valde Klopp att sluta som tränare för klubben.
Han slutade i Mainz 05 med ett facit på 109 vinster, 78 oavgjorda matcher och 83 förluster.

### Borussia Dortmund
Klopp blev tränare för Borussia Dortmund den 8 juli 2008. Den första säsongen, 2008/2009, slutade klubben 6:a i Bundesliga och säsongen därpå slutade man 5:a. Klopp och Borussia Dortmund vann sedan Bundesliga både 2010/2011 och 2011/2012. Säsongen 2011/2012 vann Borussia Dortmund ligan på 81 poäng, en rekordnotering i Bundesliga. 2011/2012 vann Borussia Dortmund också den tyska cupen, vilket gjorde att de vann den tyska dubbeln för första gången i klubbens historia. Borussia Dortmund slutade 2:a 2012/2013, 2:a 2013/2014 och 7:a 2014/2015 i ligaspel i Klopps tre sista säsonger i klubben.
Samtidigt gick det bättre än tidigare säsonger i Champions League. Säsongen 2012/2013 tog sig Borussia Dortmund hela vägen till final, där de ställdes mot rivalen Bayern München. Borussia Dortmund förlorade finalen på Wembley med 2–1 efter att Arjen Robben avgjorde i 89:e minuten för Bayern München. Man vann den tyska supercupen både 2013 och 2014 efter att ha slagit Bayern München båda gångerna.
På grund av den dåliga säsongen meddelade Klopp den 15 april 2015 att han skulle lämna klubben efter säsongen 2014/2015. Han avslutade sin tid i Borussia Dortmund med ett facit på 179 vinster, 69 oavgjorda matcher och 70 förluster i alla tävlingssammanhang.

### Liverpool FC
Klopp skrev den 8 oktober 2015 på för Liverpool efter klubben sparkat tidigare tränaren Brendan Rodgers fyra dagar tidigare. Klopp fick snabbt ett nytt smeknamn, "The Normal One". På sin första presskonferens som Liverpooltränare svarade han att om José Mourinho är "The Special One" så är han själv "The Normal One". Under sin första säsong slutade Liverpool 8:a i Premier League med 60 poäng. Bättre gick det för Liverpool i cupsammanhang, där Liverpool tog sig till två olika finaler. Den 28 februari 2016 förlorade laget på straffar med 3–1 (1–1 i full tid) mot Manchester City i den Engelska Ligacupen.
Klopp ledde även Liverpool till finalen i Europa League efter att laget slog ut flera tuffa motståndare på vägen dit. Liverpool slog rivalerna Manchester United med sammanlagt 3–1 (2–0 hemma, 1–1 borta) i åttondelsfinalen innan man ställdes mot Klopps gamla lag Borussia Dortmund i kvartsfinalen. Matchen på Westfalenstadion slutade 1–1. Returen på Anfield började dåligt för Liverpool och laget låg snabbt under med 2–0. En snabb reducering av Liverpool följdes av ytterligare ett Borussia Dortmund-mål innan Liverpool gjorde tre mål den sista halvtimmen för att vinna dubbelmötet med sammanlagt 5–4. I semifinalen ställdes man mot spanska Villareal och efter en förlust med 1–0 borta på El Madrigal vann Liverpool mötet på Anfield med 3–0 och avancerade till finalen efter 3–1 sammanlagt. I finalen i Basel ställdes klubben mot det spanska laget Sevilla. Trots ett tidigt ledningsmål i första halvleken släppte Liverpool in tre mål i andra halvleken och förlorade sin andra cupfinal för säsongen, den här gången med 3–1.
Efter bara åtta månader som manager för Liverpool skrev Klopp på ett nytt kontrakt som gällde till och med säsongen 2021/2022. Säsongen 2017/2018 tog sig Liverpool till Champions League-final där man föll mot Real Madrid med 3–1.
Efterföljande säsong gick det desto bättre för Liverpool i Champions League, där man bland annat vände ett 0–3 under resultat mot Barcelona till 4–3 hemma på Anfield. I finalen besegrades den engelska klubben Tottenham Hotspur med 2–0.
I april 2022 förlängde Klopp sitt kontrakt med Liverpool till 2026. Under samma år vann Liverpool FA-cupen och Engelska Ligacupen. De tog sig även till final i Champions League, där de förlorade mot Real Madrid.
Den 26 januari 2024 bekräftade Klopp att han lämnar Liverpool i slutet av säsongen 2023/2024.

## Meriter

### Mainz 05
- Uppflyttning från 2. Bundesliga till Bundesliga: 2003/2004[3]

### Borussia Dortmund
- Bundesliga: 2010/2011, 2011/2012
- DFB-Pokal: 2011/2012[16]
- DFL-Supercup: 2013,[23] 2014[24]

### Liverpool
- Champions League: 2018/2019
- Uefa Super Cup: 2019
- VM för klubblag: 2019
- Premier League: 2019/2020
- Engelska Ligacupen: 2021/2022, 2023/24
- FA-cupen: 2021/2022
- FA Community Shield: 2022

### Personliga utmärkelser
- Tysk Fotboll Årets Tränare: 2011, 2012[39]
- Premier League Månadens Tränare: September 2016[40]
- Uefa årets tränare: December 2020

## Privatliv
Klopp är sedan 2005 gift med sin fru Ulla och har en son född 1988 i ett tidigare äktenskap. Klopp är uppväxt i ett litet samhälle i bergsområdet Schwarzwald i sydvästra Tyskland.
Klopp har en examen i sports science vid Frankfurts Universitet från 1995, där han skrev sin examensuppsats om gång.